# Nacionalni park Slovački raj
Nacionalni park Slovački raj (slk. Národný park Slovenský raj) je jedan od devet nacionalnih parkova u Slovačkoj, osnovan 1988. godine.

## Pregled
Nacionalni park obuhvaća površinu od 197.63 km², a zona oko parka obuhvaća površinu od 130.11 km²; odnosno 327,74 km² zajedno. U parku Se nalazi oko 300 km pješačkih staza. Slovački raj sadrži i oko 350 špilja, ali je samo Dobšinská ľadová jaskyňa otvorena za javnost. Najveći vodopad je Závojový vodopád sa 70 m.
Slovački raj ima najveću koncentraciju leptira u Slovačkoj sa 6,06 leptira po km². Nacionalni park sadrži oko 4000 vrsta beskralješnjaka; više od 2.100 vrsta leptira, 400 vrsta kukaca i 150 vrsta mekušaca. Kralježnjaka ima oko 200 vrsta, od kojih su 130 zaštićena vrsta. 